# John Hutton, Baron Hutton of Furness

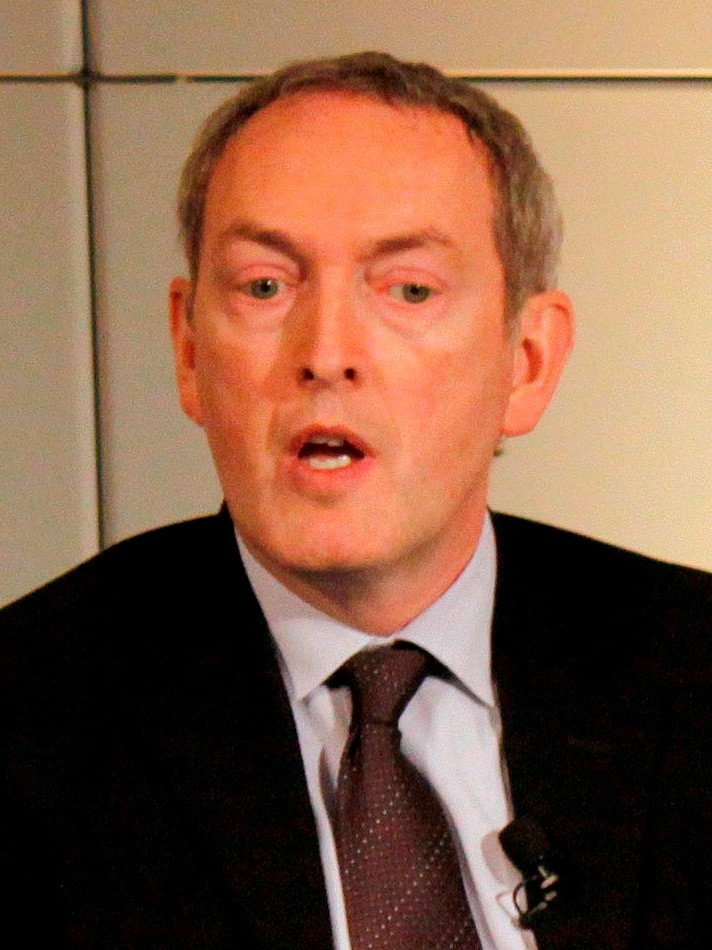
John Hutton bei der Münchener Sicherheitskonferenz 2009

John Matthew Patrick Hutton, Baron Hutton of Furness (* 6. Mai 1955 in London) ist ein britischer Politiker (Labour). Von 2005 bis 2007 war er Minister für Arbeit und Renten im Kabinett von Tony Blair, von 2007 bis 2008 Handels- und Industrieminister und von 2008 bis 2009 Verteidigungsminister unter Gordon Brown.

## Leben
John Hutton besuchte das Jungen-Gymnasium Westcliff und das Magdalen College der University of Oxford. Vor seiner politischen Karriere lehrte er Rechtswissenschaften an der Universität Northumbria.
Seine politische Karriere begann mit einem Misserfolg bei den Wahlen 1987, als Hutton sich vergeblich um den Sitz für den Wahlkreis Penrith and the Border bemühte. Ebenso wenig mit Erfolg beschieden waren die Wahlen zum Europäischen Parlament 1989 für den Wahlkreis Cumbria and North Lancashire.
Von 1992 bis 2010 war er Abgeordneter für die Labour Party im House of Commons für den Wahlkreis Barrow and Furness in der Grafschaft Cumbria. Diesen traditionellen Labour-Wahlkreis konnte er für Labour vom konservativen Abgeordneten Cecil Simon Franks zurückerobern, welcher von 1983 bis 1992 diesen Wahlkreis vertrat.
1998 trat er in die Dienste des Gesundheitsministeriums ein. 2001 wurde er Mitglied des Kronrats (Her Majesty’s Most Honourable Privy Council). 2005 wurde er bei der Kabinettsumbildung, die den Wahlen folgte, Chancellor of the Duchy of Lancaster und Minister des Kabinettbüros und löste damit Alan Milbun ab. Von November 2005 bis Juni 2007 amtierte er als Arbeitsminister. Am 28. Juni 2007 wurde Hutton vom neuen Premierminister Gordon Brown zum Industrie- und Handelsminister ernannt.
Am 27. Juni 2010 wurde Hutton als Life Peer mit dem Titel Baron Hutton of Furness, of Aldingham in the County of Cumbria, in den Adelsstand erhoben. In das House of Lords wurde er am 1. Juli 2010 eingeführt.